# میچل کوال
میچل کوال (انگلیسی: Mitchell Kowal؛ ‏ ۲۱ اوت ۱۹۱۵ – ۸ مهٔ ۱۹۷۱) بازیگر لهستانی‌تبار اهل ایالات متحده آمریکا بود. وی بین سال‌های ۱۹۴۴ تا ۱۹۷۱ میلادی فعالیت می‌کرد.
از فیلم‌ها یا مجموعه‌های تلویزیونی که وی در آن‌ها نقش داشته‌است، می‌توان به دارکوب، از دوشنبه‌ها بیزارم، ۵۵ روز در پکن، جان پل جونز، آل کاپون، دارای اسلحه - آماده سفر، ماوریک، ملاقات ابوت و کاستلو با مومیایی، جام نقره، رود بی‌بازگشت و کس تیمبرلین اشاره نمود.